# Metopocoilus giganteus
Metopocoilus giganteus là một loài bọ cánh cứng trong họ Cerambycidae.